# Theopompa
Theopompa es un género de mantis de la familia Liturgusidae.

## Especies
Las especies de este género son:
- Theopompa borneana Giglio-Tos, 1917
- Theopompa burmeisteri de Haan, 1842
- Theopompa ophthalmica Olivier, 1792
- Theopompa servillei de Haan 1842
- Theopompa tosta Olivier, 1792